# Софроненко, Ксения Александровна
Ксе́ния Алекса́ндровна Софроне́нко (26 декабря 1904 (8 января 1905) Шахворостовка, Миргородский район, Полтавская область — 5 января 1981, Москва) — советский правовед, специалист в области истории государства и права СССР и истории дореволюционной России, доктор юридических наук, профессор.

## Биография
Родилась 26 декабря 1904 (8 января 1905) в семье крестьянина в селе Шахворостовка, Миргородский район, Полтавская область.
Начиная с педагогических курсов в 1921 году вела преподавательскую деятельность и продолжала её вплоть до самой смерти в 1981 году. Последние 27 лет своей жизни обучала студентов и осуществляла научную деятельность в Московском Государственном Университете им. М. В. Ломоносова, на кафедре «История Государства и права» юридического факультета.
Умерла 5 января 1981 года в г. Москве.

### Семья
- Отец Софроненко Александр Кириллович (? — 1925)
- Мать Сафроненко Пелагея Ивановна (? — 1955).
- Сын Сафроненко Александр Иванович (7 октября 1931 — 3 декабря 2012)

### Образование и педагогическая работа
С 1912 года по 1917 год училась в двухклассной сельской школе.
С 1921 по 1921 год училась в Педагогическом техникуме в г. Миргороде, а затем в Б.Сорочинцах.
С 1925 по 1930 год работала в качестве народной учительницы в начальной, а затем в средней школе по дисциплинам «Обществоведение», «История классовой борьбы», в школах Краматорского, Петровско-Горловского и Артёмовского районов, Артёмовского округа, Донбасс.
В 1930 году поступила на Исторический факультет Московского Государственного Университета, который и окончила в 1934 году, как Историко-Философский Институт по специальности «История СССР». За академическую успеваемость дирекцией Института была выдана почётная грамота.
С 1934 по 1936 год читала лекции и вела семинарские занятия по «Истории СССР» в Институте.
С 1936 по 1938 год работала в качестве старшего научного сотрудника в архиве октябрьской революции СССР г. Москва.
С 1937 по 1941 год работала старшим преподавателем во Всесоюзной Правовой Академии: читала лекционные курсы и вела семинарские занятия по «Истории СССР» и «Истории государства и права СССР».
В 1938-40 году экстерном сдала кандидатский минимум за правовую аспирантуру по специальности «История Государства и права СССР».
В 1941 году 14 июня защитила диссертацию на степень кандидата юридических наук по теме: «Общественно-политический строй Галицко-Волынской Руси XI—XIII в.в.»
С 1940 по июль 1941 года работала старшим научным работником во Всесоюзном Институте Юридических наук в секции «история Государства и права».
С сентября 1941 года по март 1942 года работала лектором Горкома ВКПб г. Магнитогорска.
С марта 1942 года по июль 1943 года работала деканом Исторического факультета Магнитогорского Педагогического Института.
С октября 1943 года работала в Московском Юридическом Институте по кафедре «Теории и истории государства и права», читала лекции и вела семинарские занятия по курсу «История государства и права СССР».
С 1950 по 1954 г.г. заведовала кафедрой «История государства и права» при Московском Юридическом Институте.
В 1954 году присуждена учёная степень Доктор юридических наук.
В 1958 году утверждена в учёном звании профессор по кафедре «история государства и права».
С 1954 года до своей смерти в 1981 году работала на кафедре «История государства и права» в Московском Государственном Университете им. М. В. Ломоносова.

## Награды и звания
Ордена и медали
- Медаль «За доблестный труд в Великой Отечественной войне 1941—1945 гг.» (6 июня 1945[2]);
- Медаль «В память 800-летия Москвы» (10 июля 1948[3])
- Медаль «За трудовую доблесть» 30 ноября 1953[4]
- Почётный знак «За отличные успехи в области высшего образования СССР» (За отличные успехи в работе)
- Юбилейная медаль «Тридцать лет Победы в Великой Отечественной войне 1941—1945 гг.»[5];
- Медаль «Ветеран труда» 26 октября 1977 За долголетний добросовестный труд[6]
- Юбилейный знак «225 лет Московскому Государственному университету имени М. В. Ломоносова». Награждена за заслуги в развитии МГУ 7 января 1980 года.

Звания
- Доктор юридических наук (1954);
- Профессор (1958).

## Публикации
- «Из наказов делегатам II-го Всероссийского съезда Советов» — публикация документов с предисловием, 2 п.л., ж. «Красный Архив» № 2, 1937 г.
- Общественно-политический строй Галицко-Волынской Руси XI—XIII вв., 6 п.л. изд. Московского Юридического института, 1948 г.
- «Материалы по истории государства и права СССР» вып. II, «Соборное уложение царя Алексея Михайловича 1649 года» с предисловием, 15 п.л, изд. Московского Юридического института, 1951 г.
- Рецензия на учебник С. В. Юшкова «История государства и права СССР» ч.1, 1950 г, ж. «Социалистическая законность», № 3 1951 г. lawlibrary.ru. Дата обращения: 30 марта 2020.
- «Крестьянская реформа 1861 года в России» — сборник документов с предисловием, 31 п.л, изд. Госюриздат, 1954 г.
- «Воссоединение Украины с Россией (1654—1954 гг.)» — статья, Советское государство и право. М., 1954. № 1. С. 55-70. naukaprava.ru. Дата обращения: 30 марта 2020.
- «Общественно-политический строй Галицко-Волынской Руси XI—XIII вв» — монография, 9 п.л, Госюриздат, 1955 г.
- «Памятники Русского права» вып. VI «Соборное уложение царя Алексея Михайловича», 31,5 п.л, предисловие, комментарии к гл.гл. VI, VII, VIII, XIV, XXIII, XXIV, XXV и общее редактирование всего выпуска. Госюриздат, 1957 г.
- «Деятельность Малороссийского приказа Русского государства по второй половине XVII — начале XVIII века» статья, 1 п.л, ж. «Вестник Московского Университета» № 2 1957 г.
- «Устранить дублирование в юридических дисциплинах» (соавтор) — статья, 1 п.л, ж. «Вестник Высшей Школы» № 4 1958 г.
- «Малороссийский приказ Русского государства второй половины XVII и начала XVIII века» — монография, 10 п.л, изд. Московского Университета 1960 г.
- «История кодификации права Украины в первой половине XVIII в», 15 п.л. — подготовка к печати, предисловие и общее редактирование, изд. ВИНИТИ АН СССР, М., 1964 г.
- Памятники русского права, вып VIII (Законодательство Петра I) — 34 п.л, М., Госюриздат, 1961 г. Предисловие, комментарии и общее редактирование всего выпуска.
- История государства и права СССР, ч. II, учебник, М, 1962 г, Государственное издательство юридической литературы.
- История государства и права СССР, ч. I, (дооктябрьский период) учебник. lawlibrary.ru. Дата обращения: 30 марта 2020.. Издательство юридическая литература, М, 1967 г.
- Аграрное законодательство в России (II половина XIX — начало XX вв.) 160 с. 21 см, М. Издательство МГУ 1981 — вышло в свет уже после смерти Софроненко К. А. Б 81-23/383 Б 81-23/384. search.rsl.ru. Дата обращения: 30 марта 2020.

## Известные ученики
- Селезнёв Н. А. — кандидат юридических наук, автор учебников
- Мулукаев Р. С. — доктор юридических наук, профессор кафедры истории государства и права Академии МВД России
- Титов Ю. П. — лауреат Государственной премии Российской Федерации в области науки и техники, доктор юридических наук, профессор
- Шувалова В. А. — преподаватель Юридического факультета ИГУ